# Elecciones provinciales de Tucumán de 2019
Las elecciones generales de la provincia de Tucumán de 2019 tuvieron lugar el 9 de junio, para elegir gobernador y vicegobernador de la provincia, y además cuarenta y nueve legisladores provinciales.

## Candidatos
| Logo | Logo                                                                           | Partido/Alianza                           | Candidato a gobernador                      | Candidato a gobernador                      | Candidato a vicegobernador | Candidato a vicegobernador |
| --- | ------------------------------------------------------------------------------ | ----------------------------------------- | ------------------------------------------- | ------------------------------------------- | -------------------------- | -------------------------- |
| |                                                                                | Frente Justicialista por Tucumán          |                                             | Juan Manzur                                 |                            | Osvaldo Jaldo              |
| - Gobernador de Tucumán (2015-2019)                                                                                  | - Gobernador de Tucumán (2015-2019)                                            | Frente Justicialista por Tucumán          | - Vicegobernador de Tucumán (2015-2019)     | - Vicegobernador de Tucumán (2015-2019)     |                            |                            |
| |                                                                                | Vamos Tucumán                             |                                             | Silvia Beatriz Elías de Pérez               |                            | José Manuel Paz            |
| - Senadora Nacional por Tucumán (2013-2019)                                                                          |                                                                                | Vamos Tucumán                             |                                             |                                             |                            |                            |
| |                                                                                | Fuerza Republicana                        |                                             | Ricardo Bussi                               |                            | Eduardo Verón Guerra       |
| - Concejal de San Miguel de Tucumán (2015-2019) - Legislador provincial (2007-2015)                                  |                                                                                | Fuerza Republicana                        |                                             |                                             |                            |                            |
| |                                                                                | Hacemos Tucumán                           |                                             | José Alperovich                             |                            | Beatriz Mirkin             |
| - Senador Nacional por Tucumán (2015-2021) - Gobernador de Tucumán (2003-2015)                                       | - Senador Nacional por Tucumán (2015-2021) - Gobernador de Tucumán (2003-2015) | Hacemos Tucumán                           | - Senadora Nacional por Tucumán (2015-2021) | - Senadora Nacional por Tucumán (2015-2021) |                            |                            |
| |                                                                                | Evolución para la Democracia Social       |                                             | Sergio Ariel García                         |                            | Aurora Pisarello Prados    |
| - Legislador provincial (2015-2019)                                                                                  |                                                                                | Evolución para la Democracia Social       |                                             |                                             |                            |                            |
| |                                                                                | Frente de Izquierda y de los Trabajadores |                                             | Ariel Osatinsky                             |                            | María Mercedes Lizondo     |
| - Secretario General de la Asociación de Docentes e Investigadores de la Universidad Nacional de Tucumán (2015-2018) |                                                                                | Frente de Izquierda y de los Trabajadores |                                             |                                             |                            |                            |
| |                                                                                | Movimiento Socialista de los Trabajadores |                                             | Clarisa Alberstein                          |                            | Mónica Barrera             |
| |                                                                                | Nos Une el Cambio                         |                                             | Carlos Francisco Ruiz Vargas                |                            | Juan Luis Fernández        |
| |                                                                                | Movimiento Izquierda Juventud Dignidad    |                                             | Marcela Alejandra Sosa                      |                            | Claudia Villalba           |

## Resultados

### Gobernador y vicegobernador
El candidato peronista, gobernador electo, se alzó con la victoria en todos los departamentos de la provincia, excepto en el departamento Yerba Buena.
| Juan Manzur                   | Osvaldo Jaldo           |                       | Frente Justicialista por Tucumán          | 512.853   | 51,86 |
| Silvia Beatriz Elías de Pérez | José Manuel Paz         |                       | Vamos Tucumán                             | 201.831   | 20,41 |
| Ricardo Bussi                 | Eduardo Verón Guerra    |                       | Fuerza Republicana                        | 136.313   | 13,78 |
| José Alperovich               | Beatriz Mirkin          |                       | Hacemos Tucumán                           | 114.956   | 11,62 |
| Sergio Ariel García           | Aurora Pisarello Prados |                       | Evolución para la Democracia Social       | 10.644    | 1,08  |
| Ariel Osatinsky               | María Mercedes Lizondo  |                       | Frente de Izquierda y de los Trabajadores | 9.015     | 0,91  |
| Clarisa Alberstein            | Mónica Barrera          |                       | Movimiento Socialista de los Trabajadores | 2.199     | 0,22  |
| Marcela Alejandra Sosa        | Claudia Villalba        |                       | Movimiento Izquierda Juventud Dignidad    | 985       | 0,10  |
| Carlos Francisco Ruiz Vargas  | Juan Luis Fernández     |                       | Nos Une el Cambio                         | 103       | 0,01  |
| Votos afirmativos             | Votos afirmativos       | Votos afirmativos     | Votos afirmativos                         | 988.899   | 95,53 |
| Votos en blanco               | Votos en blanco         | Votos en blanco       | Votos en blanco                           | 30.954    | 2,99  |
| Votos nulos                   | Votos nulos             | Votos nulos           | Votos nulos                               | 15.367    | 1,48  |
| Participación                 | Participación           | Participación         | Participación                             | 1.035.220 | 84,50 |
| Electores registrados         | Electores registrados   | Electores registrados | Electores registrados                     | 1.225.045 | 100   |
| Fuente:                       |                         |                       |                                           |           |       |

### Legislatura Provincial
| Partido/Alianza                           | Partido/Alianza                                                     | Partido/Alianza                           | Votos     | %     | Bancas |
| ----------------------------------------- | ------------------------------------------------------------------- | ----------------------------------------- | --------- | ----- | ------ |
|                                           |                                                                     | Frente Justicialista por Tucumán          | 175.906   | 19,77 | 13/49  |
|                                           | Acción Regional                                                     | 81.915                                    | 9,21      | 5/49  |        |
|                                           | Tucumán Innovador                                                   | 31.984                                    | 3,60      | 2/49  |        |
|                                           | Comunidad en Organización                                           | 30.461                                    | 3,42      | 1/49  |        |
|                                           | Movimiento de Integración Federal                                   | 22.589                                    | 2,54      | 1/49  |        |
|                                           | Partido de los Trabajadores                                         | 18.463                                    | 2,08      | 1/49  |        |
|                                           | Tucumán en Positivo                                                 | 15.175                                    | 1,71      | 1/49  |        |
|                                           | La Marea Verde (ex CO.PA.DE.)                                       | 14.517                                    | 1,63      | 1/49  |        |
|                                           | Partido de la Justicia y la Victoria                                | 14.071                                    | 1,58      | 1/49  |        |
|                                           | Partido Proyecto Popular                                            | 13.956                                    | 1,57      |       |        |
|                                           | Militancia Popular                                                  | 12.339                                    | 1,39      | 1/49  |        |
|                                           | Frente Solidario Laborista                                          | 11.381                                    | 1,28      | 1/49  |        |
|                                           | Corriente Popular                                                   | 10.533                                    | 1,18      |       |        |
|                                           | Nuevo Espacio Popular                                               | 8.978                                     | 1,01      | 1/49  |        |
|                                           | Partido de la Renovación y la Dignidad                              | 8.669                                     | 0,97      | 1/49  |        |
|                                           | Nueva Organización Social                                           | 8.657                                     | 0,97      | 1/49  |        |
|                                           | Juntos Podemos                                                      | 8.327                                     | 0,94      |       |        |
|                                           | Movimiento Popular de Militancia                                    | 7.839                                     | 0,88      |       |        |
|                                           | Movimiento de Unidad Popular                                        | 6.430                                     | 0,72      |       |        |
|                                           | Unión y Progreso Social                                             | 4.915                                     | 0,55      |       |        |
|                                           | Movimiento de Afirmación Popular                                    | 4.688                                     | 0,53      |       |        |
|                                           | Unidad Ciudadana (ex Proyecto Colectivo)                            | 3.657                                     | 0,41      |       |        |
|                                           | Convergencia de Bases para la Victoria                              | 2.566                                     | 0,29      |       |        |
|                                           | Proyecto K                                                          | 1.890                                     | 0,21      |       |        |
|                                           | Tercer Milenio                                                      | 1.291                                     | 0,15      |       |        |
|                                           | Partido Solidario                                                   | 1.242                                     | 0,14      |       |        |
|                                           | Partido Acuerdo Federal                                             | 1.230                                     | 0,14      |       |        |
|                                           | Partido Propuesta Popular                                           | 984                                       | 0,11      |       |        |
|                                           | Frente Renovador Auténtico                                          | 955                                       | 0,11      |       |        |
| Total Frente Justicialista por Tucumán    | Total Frente Justicialista por Tucumán                              | Total Frente Justicialista por Tucumán    | 525.608   | 59,09 | 31/49  |
|                                           |                                                                     | Vamos Tucumán                             | 52.045    | 5,85  | 2/49   |
|                                           | Partido por la Justicia Social                                      | 31.506                                    | 3,54      | 2/49  |        |
|                                           | Propuesta Republicana                                               | 18.460                                    | 2,08      |       |        |
|                                           | Compromiso Tucumán (ex Unión por la Libertad)                       | 12.516                                    | 1,41      |       |        |
|                                           | Movimiento Libres del Sur (ex Corriente Patria Libre)               | 11.836                                    | 1,33      | 1/49  |        |
|                                           | Viva la Ciudad (ex Tucumán para la Victoria)                        | 11.094                                    | 1,25      | 1/49  |        |
|                                           | Compromiso Ciudadano Independiente                                  | 7.349                                     | 0,83      |       |        |
|                                           | Ciudadanos contra la Corrupción                                     | 7.172                                     | 0,81      |       |        |
|                                           | Compromiso con el Pueblo                                            | 6.875                                     | 0,77      |       |        |
|                                           | Nueva Fuerza (ex Partido Autónomo de Tucumán)                       | 6.618                                     | 0,74      |       |        |
|                                           | Movimiento Republicano                                              | 5.977                                     | 0,67      |       |        |
|                                           | Partido por la Seguridad Social                                     | 3.432                                     | 0,39      |       |        |
|                                           | Camino a la Lealtad                                                 | 3.281                                     | 0,37      |       |        |
|                                           | Producción, Educación, Restauración y Organización Nacional (PERON) | 3.268                                     | 0,37      |       |        |
|                                           | Construcción Ciudadana para la Inclusión                            | 3.070                                     | 0,35      |       |        |
|                                           | Tucumán para Todos                                                  | 2.968                                     | 0,33      |       |        |
|                                           | Valores para Tucumán                                                | 2.638                                     | 0,30      |       |        |
|                                           | Propuesta Ciudadana                                                 | 2.097                                     | 0,24      |       |        |
| Total Vamos Tucumán                       | Total Vamos Tucumán                                                 | Total Vamos Tucumán                       | 192.202   | 21,63 | 6/49   |
|                                           | Fuerza Republicana                                                  | Fuerza Republicana                        | 85.494    | 9,61  | 8/49   |
|                                           | Hacemos Tucumán                                                     | Hacemos Tucumán                           | 62.329    | 7,01  | 4/49   |
|                                           |                                                                     | Evolución para la Democracia Social       | 9.924     | 1,12  |        |
|                                           | Democracia Social                                                   | 1.960                                     | 0,22      |       |        |
| Total Evolución para la Democracia Social | Total Evolución para la Democracia Social                           | Total Evolución para la Democracia Social | 11.884    | 1,34  |        |
|                                           | Frente de Izquierda y de los Trabajadores                           | Frente de Izquierda y de los Trabajadores | 9.105     | 1,02  |        |
|                                           | Movimiento Socialista de los Trabajadores                           | Movimiento Socialista de los Trabajadores | 2.091     | 0,24  |        |
|                                           | Movimiento Izquierda Juventud Dignidad                              | Movimiento Izquierda Juventud Dignidad    | 854       | 0,10  |        |
| Votos afirmativos                         | Votos afirmativos                                                   | Votos afirmativos                         | 889.567   | 85,93 |        |
| Votos en blanco                           | Votos en blanco                                                     | Votos en blanco                           | 125.055   | 12,08 |        |
| Votos nulos                               | Votos nulos                                                         | Votos nulos                               | 20.572    | 1,99  |        |
| Participación                             | Participación                                                       | Participación                             | 1.035.194 | 84,50 |        |
| Electores registrados                     | Electores registrados                                               | Electores registrados                     | 1.225.045 | 100   |        |
| Fuente:                                   |                                                                     |                                           |           |       |        |

#### Resultados por secciones electorales
| Sección Electoral I – Capital 19 Diputados | Sección Electoral I – Capital 19 Diputados            | Sección Electoral I – Capital 19 Diputados | Sección Electoral I – Capital 19 Diputados | Sección Electoral I – Capital 19 Diputados | Sección Electoral I – Capital 19 Diputados |
| Partido/Alianza                            | Partido/Alianza                                       | Votos                                      | %                                          | Bancas                                     | Candidatos |
| ------------------------------------------ | ----------------------------------------------------- | ------------------------------------------ | ------------------------------------------ | ------------------------------------------ | --- |

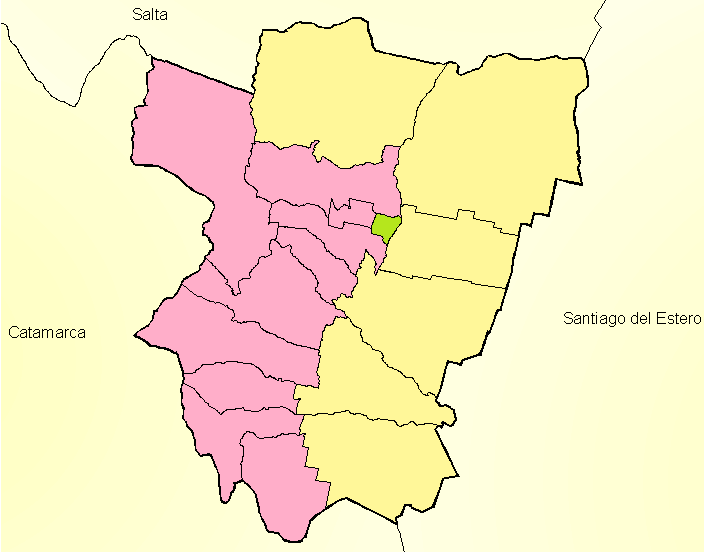
Secciones electorales de Tucumán:
Sección I – Capital
Sección II – Este
Sección III – Oeste

|                                            | Fuerza Republicana                                    | 43.939                                     | 13,23                                      | 5/19                                       | Ver candidatos: 1. Ricardo Bussi 2. Nadima del Valle Pecci 3. José Horacio Vermal 4. Paulo Gabriel Ternavasio 5. Sandra del Valle Orquera 6. Jorge Luis Luquin Nicosiano 7. Mario Juan Aramayo 8. Micaela Vanesa Romero 9. Marcela Alejandra Salón 10. Marcela Alejandra Díaz 11. Nadia del Valle Gómez 12. Esteban Miguel Sastre 13. María Eugenia Schweigel 14. Raimundo Oscar Gómez 15. Marta Amelia Lombardo 16. Verónica Natalia Carrizo 17. Nancy del Carmen Beatriz Argañaraz 18. Luis Armando González 19. Ana Karina Mochkopsky                                                  |
|                                            | Hacemos Tucumán                                       | 25.423                                     | 7,65                                       | 2/19                                       | Ver candidatos: 1. Dante Rolando Loza 2. Armando Roque Cortalezzi 3. Lucía Temkin 4. Andrés Eduardo Gassenbauer 5. Oscar Simón Mirkin 6. Marina de los Ángeles de Rosa 7. Eduardo Abraham El Eter 8. Esteban Ditinis 9. Myriam Beatriz Martini 10. Sebastián Gottardi 11. Gustavo Raúl Usandivaras 12. Tatiana Sosa Verni 13. Ignacio Ygel 14. Pedro Gabriel Ottonello 15. Ingrid Elizabeth Juárez 16. Fausto José Villagrán 17. Fabián Ignacio Lizondo Ruiz 18. María Cecilia Ruiz Flores 19. Rodolfo Daniel Soria                                                                       |
|                                            | Vamos Tucumán                                         | 16.070                                     | 4,84                                       | 1/19                                       | Ver candidatos: 1. José María Canelada 2. Jorge Atilio Mendia 3. Carolina Schargorodsky 4. José Manuel Páez 5. Pablo Bulacio Paz 6. Ester Adriana Galván 7. Sergio Manuel Amaya 8. Pablo Agustín Pero 9. Elisa Valeria Barrios 10. José Hernán Paredes 11. Héctor Maximiliano Sisterna 12. Flavia Josefina Maidana 13. América Silvia Bruno 14. Edmundo Carim Asus 15. Elías Carlos Pérez 16. Mariana Gabriela Ríos 17. Pablo Ignacio Rank 18. Juan Pedro González 19. Paula Alejandra Gómez                                                                                              |
|                                            | Tucumán en Positivo                                   | 15.175                                     | 4,57                                       | 1/19                                       | Ver candidatos: 1. María Carolina Vargas Aignasse 2. Eduardo Alberto Bourlé 3. Tulio Luciano Chincarini 4. Claudia Rossana Molina 5. María Silvia Aguel Benítez 6. Andrea Fabiana Robles 7. Elías Daniel Albornoz 8. Osvaldo Luis Chalin 9. María Eugenia Ezquer 10. Claudia Verónica Villalba 11. María Luciana Rodríguez 12. Inés Alicia Ibarra 13. Mauricio Martín Castillo 14. Mirta Liliana Páez 15. Mariel Patricia Gali 16. Héctor Fabián Romero 17. Edgar Leonel Quiroga 18. Lorena Carolina Aguirre 19. Andrea Lorena Artaza                                                     |
|                                            | Partido por la Justicia Social                        | 14.770                                     | 4,45                                       | 1/19                                       | Ver candidatos: 1. Walter Fabián Berarducci 2. Carlos Roberto Arnedo 3. Eloísa María Bichara 4. Daniel Eduardo Galina 5. Juan Carlos Medina 6. Marcela Alejandra Chasampi 7. Jorge Víctor Pérez Musacchia 8. Luis Cruz Prina 9. Paula Andrea Ortiz 10. Franco Esteban Alderete 11. Rodolfo Aníbal Alderete 12. Ana Graciela Villalba 13. Carlos Domingo Gómez 14. Carlos Matías Reynoso Ceballo 15. María de los Ángeles Vallejo 16. Carlos Daniel Silva 17. Marcio David Soraire 18. Flavia Marcela Rubolotta 19. Julio César Velardez                                                   |
|                                            | La Marea Verde (ex CO.PA.DE.)                         | 14.517                                     | 4,37                                       | 1/19                                       | Ver candidatos: 1. Carlos Isa Assán 2. Carlos Sebastián Assán 3. Estela Liliana Gutiérrez 4. José Martín Díaz 5. Ana María Ruiz 6. Teresa del Valle Urrea 7. Adrián Oscar Ruiz 8. José Manuel Parajon 9. Rosa Estela Segura 10. Osvaldo Miguel Barraza 11. Ángel Leonel Abate 12. Noemí Nelly Mariano 13. Daniel Germán Nieva 14. Graciela del Valle Rivarola 15. María Cristina Ferro 16. Susana Marcela Arancibia 17. Liliana Beatriz Lobo 18. Gisela del Valle Fernández 19. Manuel Alberto López                                                                                      |
|                                            | Militancia Popular                                    | 12.339                                     | 3,71                                       | 1/19                                       | Ver candidatos: 1. Tulio Enrique Caponio 2. Antonio Raed 3. Mirta del Valle Gutiérrez 4. Rosanna Elizabeth del Valle Ledesma 5. Ángel Hugo Morales 6. Carlos Roque Giménez 7. María Elvira Sosa 8. Alejandro Hugo Medina 9. Luis Rodolfo Nicolás Ocaranza 10. Erika Fabiola Moya 11. Hugo Roberto Pizzoni 12. Manuel Germán Arizmendi 13. Elsa Daniela Rojas 14. Mauricio Alejandro Herrera 15. Ramiro Damián Nermer 16. Olga Alicia Ledesma 17. Marcelo Homero Casteluccio 18. José Esteban Botta 19. Cynthia Vanesa López                                                               |
|                                            | Movimiento Libres del Sur (ex Corriente Patria Libre) | 11.836                                     | 3,56                                       | 1/19                                       | Ver candidatos: 1. Federico Augusto Masso 2. Norma del Valle Torossi 3. Franco Pinello 4. Beatriz Irene Moran 5. Héctor Javier Solorzano 6. Liliana Isabel Montenegro 7. Amalia Cristina Ocampo 8. Nélida Cristina Giménez 9. Silvia Irene Reynoso 10. Sandra Elizabeth Juárez 11. Dora del Valle Ybáñez 12. José Manuel Ramayo 13. Miguel Ángel Ponce 14. Celia Margarita Majada 15. Marcelo Daniel Galván 16. Laura Inés Morales 17. Myriam Mercedes Acosta 18. Rafael Celso Gómez 19. Jeronimo Sáenz Landaburu                                                                         |
|                                            | Frente Solidario Laborista                            | 11.381                                     | 3,43                                       | 1/19                                       | Ver candidatos: 1. Edgar Renee Ramírez 2. Darío Renee Ramírez 3. Graciela Mabel Aguirre 4. Silvia Liliana Arancibia 5. Claudio José di Santi 6. Myriam del Valle Rodríguez 7. Arturo Bernardo Álvarez 8. Silvina Raquel Gómez 9. Sergio Ricardo Avellaneda 10. Jorge Antonio Ferraro 11. María Eugenia Saavedra 12. José Sultane 13. Aldo Fabián Castro 14. Patricia Silvia Luna 15. Ramón Roberto Alzogaray 16. Daniel Eduardo Krasovitzky 17. Sara Cristina Orlando 18. Rodolfo Oscar Gutiérrez 19. Pablo Alejandro Friaz                                                               |
|                                            | Viva la Ciudad (ex Tucumán para la Victoria)          | 11.094                                     | 3,34                                       | 1/19                                       | Ver candidatos: 1. Raúl César Pellegrini 2. Nilda Valeria Amaya 3. Juan Atilio Belloni 4. María Ramona Volpi 5. Fátima del Valle Domínguez 6. Sergio René Darío Gómez 7. Juan Carlos Lezana Mendilaharzu 8. Irma Delina Pérez 9. Mario Arnaldo Nievas 10. Ramón Carlos Pérez 11. Elena Patricia del Valle Albornoz 12. Roberto Raúl Antonio Ortiz 13. Rodrigo Arnaldo Casagrande 14. Elsa del Carmen Lizarraga 15. Carlos Romualdo Humberto Romano 16. Diego Daniel Alejandro Saracho 17. María Constanza Galván 18. Claudio Lisandro Aguilar 19. José María Ledesma Costas               |
|                                            | Frente Justicialista por Tucumán                      | 9.484                                      | 2,86                                       | 1/19                                       | Ver candidatos: 1. Gabriel Eduardo Yedlin 2. Juan Luis Fernández 3. Sandra Marcela Tirado 4. Andrea Cecilia Soria 5. Sebastián Antonio Giobellina 6. Francisco Augusto Navarro 7. Constanza Monserrath Díaz 8. Marcelo Adrián Mirkin 9. José Alberto Ramos 10. Mariela Alejandra González 11. Carlos Isaac Pesa 12. María Isabel Fernández 13. Antonia Fátima Ferraro 14. Margarita del Valle Cruz 15. José René Banegas 16. Elena Colombres Garmendia 17. Mariano Dante César Garmendia 18. Fernando Avellaneda 19. Hortencia Ernestina Juárez                                           |
|                                            | Nuevo Espacio Popular                                 | 8.978                                      | 2,70                                       | 1/19                                       | Ver candidatos: 1. Gerónimo Vargas Aignasse 2. Roberto Osiris Chustek 3. Noemí Elena del Valle Díaz 4. Juan Jesús Soria 5. Aníbal Adad 6. Nancy Rosa Páez 7. Ana Elizabeth Torrejón 8. Julio Gallardo 9. Mariela Alejandra Argañaraz 10. Carlos Alberto Molina 11. Roxana del Valle Iñigo 12. Manuel de Reyes Luna 13. Israel Efraín Molina 14. Claudia Liliana Contreras 15. Miguel Ernesto Elías 16. César Antonio Gallo 17. Adelina Mercedes Nieva 18. Ramiro Sebastián Marfil 19. Liliana Graciela Díaz                                                                               |
|                                            | Partido de la Renovación y la Dignidad                | 8.669                                      | 2,61                                       | 1/19                                       | Ver candidatos: 1. Víctor Daniel Deiana 2. Jorge Alberto García Mena 3. Eliana María Orellana 4. Gustavo Adolfo Villalba 5. Elio Gerardo Cuozzo 6. Norma Sonia Corbalán 7. Rubén Ángel Brasero 8. Héctor Oscar Martínez 9. Sara Graciela Juárez Santillán 10. José Antonio Núñez 11. Carlos Guillermo Romero 12. Cecilia Isabel Heredia 13. Cristian René Maximiliano Cabrera 14. María Inés Dell'Arte 15. Berardo Gamero Handa 16. Miguel Ángel Estévez 17. Elizabeth del Valle Reverso 18. Moisés Norberto Heredia 19. Graciela Cristina Núñez                                          |
|                                            | Nueva Organización Social                             | 8.657                                      | 2,61                                       | 1/19                                       | Ver candidatos: 1. Mario Javier Morof 2. René Guillermo Caro 3. Elsa Rosa Arias 4. José Ángel Franco 5. María del Valle Marañón 6. Elsa Virginia Medina 7. Silvia Myriam Ibáñez 8. Eduardo Alejandro Trejo 9. Analía del Valle Rodríguez 10. Graciela del Valle Varela 11. María Laura Herrera 12. María Esther Leguizamón 13. Jorge Luis Carrizo 14. Alicia Rosa Ponce 15. Daniel Marcelo Duque 16. Sandra Delina Ávila 17. Roberto Rolando Ovejero 18. Juan Carlos Trejo 19. Jessica Romina González                                                                                    |
|                                            | Juntos Podemos                                        | 8.327                                      | 2,51                                       | 0/19                                       | Ver candidatos: 1. Juan Pablo Lichtmajer 2. Juan Eduardo Saravia 3. Isabel Cristina Amate Pérez 4. Marcelo Carlos Romero 5. Juan Carlos Saab 6. Myriam Inés Costilla 7. Orlando José di Marco 8. Eduardo Federico Bonilla 9. Marcela Patricia Fátima Guzmán 10. Fernando Raúl Eduardo Godoy 11. Daniel Benjamín Sánchez 12. María Carolina Romero 13. Héctor Alfredo Malagoli 14. Juan Carlos Soria 15. María Silvia Alcorta 16. Juan Luis González 17. José Luis González 18. María Eugenia Dip Torres 19. José Luis Imain                                                               |
|                                            | Movimiento Popular de Militancia                      | 7.839                                      | 2,36                                       | 0/19                                       | Ver candidatos: 1. Christian Adrián Gabriel Rodríguez 2. Eva Gabriela Corbalán 3. Roberto Javier Escobar 4. Rubén Lahorca 5. María Elena Valdez 6. Oscar Alonso Heredia 7. Hugo Antonio Paliza 8. Noemí Beatriz Trujillo 9. Ramona Azucena López 10. Cristian Ángel Castro 11. Juan Eduardo Alvarado 12. Stella Maris Milesi 13. Miguel Ángel Luna 14. José Fernando Vera Rodríguez 15. Silvia Graciela del Valle López 16. Sergio Raúl Soria 17. Domingo Esteban Guerrero 18. María Gabriela López 19. Raúl Ernesto Palacios                                                             |
|                                            | Acción Regional                                       | 7.652                                      | 2,30                                       | 0/19                                       | Ver candidatos: 1. Ramón Santiago Cano 2. Luis Alberto Diarte 3. Graciela del Valle Suárez 4. David Ramón Acosta 5. Luis Eduardo Barrionuevo 6. María Dolores Medina Taljuk 7. Miguel Ángel Adad 8. Fabián del Valle López 9. María del Pilar Plano 10. Hugo Marcelo Cáseres 11. Eliana Elizabeth Ruiz 12. Luis Macome 13. Oscar Bernabé Figueroa 14. Ana Beatriz Vásquez 15. Héctor José Ramón Gómez Nacusse 16. Luis Alberto Barrionuevo 17. Silvana del Valle Jiménez 18. Luis Fernando Waunous 19. Fernando Oscar Lagarrigue                                                          |
|                                            | Comunidad en Organización                             | 7.258                                      | 2,19                                       | 0/19                                       | Ver candidatos: 1. Roque Remigio Brito 2. Oscar Ramón Cano 3. María Eugenia Vera 4. Christian Esteban Tejerina 5. Sonia de los Ángeles Ramírez 6. Pedro Emilio Lobo 7. Nancy Elizabeth Navarro 8. Juan Francisco Arismendi 9. Graciela Alcira Carrazan 10. María Lourdes Kairuz Albornoz 11. Estela Noemí Ponce 12. Felipe Eudoro Basualdo 13. René Ricardo López 14. Miriam Esther Aballay 15. Graciela del Carmen Carabajal 16. Carlos Alberto Domínguez 17. Martín Dante González 18. Marcela Cecilia Gerez 19. Arturo Ricardo Ansonnaud                                               |
|                                            | Compromiso con el Pueblo                              | 6.875                                      | 2,07                                       | 0/19                                       | Ver candidatos: 1. Esteban Eduardo Jerez 2. Gonzalo Nelson Pompone 3. Liliana Graciela Aguilar Bertoloni 4. Mirta Gabriela Basso 5. Tomasa del Valle Catalán 6. Noelia Belén Saracho 7. Fátima Encarnación Rojas 8. Sergio Gustavo Pérez 9. Viviana Carina Muñoz 10. Pablo Darío Moyano 11. Silvia Elena Vargas 12. Enrique Gustavo Jurado 13. Graciela Elizabeth Reynaga 14. Jorge Iván Piedrabuena 15. Roque Ramón Díaz 16. Florencia Natalia Soria 17. María Elena Brizuela 18. José Roberto Torres 19. Natalia Romina Lobo                                                            |
|                                            | Ciudadanos contra la Corrupción                       | 6.817                                      | 2,05                                       | 0/19                                       | Ver candidatos: 1. Federico Augusto Romano Norri 2. Esteban Mario Ávila 3. Adriana María Barea 4. Miguel Ángel Figueroa 5. Aurora María Ortiz 6. Ramón Domingo Astrada 7. Susana Ascensión Ordoñez 8. Eduardo Jorge Gómez Ponce 9. María Inés Hinojosa 10. Jorge Antonio Estrada 11. Clara Susana Álvarez 12. Arturo Eduardo Luján 13. Juan Alberto Gómez Romero 14. Mariela Alejandra Saire 15. Enrique Luis Fernando Alonso Torres 16. Silvia Beatriz Saavedra 17. José María Haro 18. María Roxana Nesteruk Nazar 19. Marcio Oscar Córdoba                                             |
|                                            | Nueva Fuerza (ex Partido Autónomo de Tucumán)         | 6.618                                      | 1,99                                       | 0/19                                       | Ver candidatos: 1. Claudio Daniel Viña 2. Federico Hernán Martínez 3. Blanca Rita Sonia Castro 4. Norma Alejandra Duran 5. Adolfo de Jesús Matías 6. Pablo Roberto Calvetti 7. Dora Mercedes Robles 8. Julio Jesús Ale 9. Isabel del Valle Juárez 10. Olga Cecilia Molina 11. Luis Antonio Zelarayan 12. Presentación Beatriz Contreras 13. Ema Gladys López 14. Ana Carina López 15. Noemí del Valle Figueroa 16. María Ester Teves 17. Monserrat Martínez Devoto 18. Francisco Alberto Arroyo 19. Leandro Germán Della Vedova                                                           |
|                                            | Propuesta Republicana                                 | 6.538                                      | 1,97                                       | 0/19                                       | Ver candidatos: 1. Arnaldo Roberto Ávila 2. Ana Valoy 3. Liliana del Valle Urueña 4. Mauricia Eugenia Bravo 5. Isaías Santiago Ledesma 6. Carlos Eduardo Ahumada Kuntz 7. María Laura Picon 8. Jorge Humberto Sepúlveda 9. Roberto Daniel Jurado 10. María Emilia Terán 11. Edgardo Nicolás Molina Guazi 12. Juan Mauricio Swiecky 13. Andrea María del Carmen Pereyra 14. Alejandro Nicolás Ríos Toledo 15. Sebastián Eduardo Uñates 16. Marcela Alejandra Torres 17. Hugo Germán Barrientos Dorado 18. Daniel Hernán Apud 19. María Graciela Lemos                                      |
|                                            | Frente de Izquierda y de los Trabajadores             | 6.137                                      | 1,85                                       | 0/19                                       | Ver candidatos: 1. Alejandra Arreguez 2. Alejandra Carolina del Castillo 3. Juan Luis Veliz 4. Ana Luisa Coviello 5. Cristian Ariel Luna 6. Karina Daniela Toloza 7. María Florencia Costilla 8. Karen Soledad Tejerina Laime 9. Víctor Fabián Soria 10. Ivana Paulina Lizarraga 11. Mónica Elisa Martínez 12. Mariana Soledad Arreguez 13. Gustavo Horacio Arquez 14. Josefa Noemí Solis Coronel 15. Aníbal Gabriel González 16. Mariano Alberto Quiroga Curia 17. Marta Susana Sosa 18. Juan José Paz 19. Blas Gabriel Rivadeneira                                                      |
|                                            | Movimiento Republicano                                | 5.977                                      | 1,80                                       | 0/19                                       | Ver candidatos: 1. Eudoro Domingo Aráoz 2. Juan Roberto Robles 3. María Gabriela del Carmen Cano 4. Héctor Miguel Ávila 5. Alberto Aníbal Pombo 6. Isabel Graciela Rodríguez 7. Gastón Herrera Bournonville 8. Jorge Enrique Concha 9. Patricia del Valle Gil 10. Sergio Adolfo Rodríguez 11. María Azucena Chumbita 12. Ramón Eduardo Valladares 13. Ester Brígida Victoria Lizarraga 14. Juan Randolfo Demetrio 15. María Elba Ledesma 16. Ismael Esteban Paiz 17. Fabiola del Rosario Astorga 18. Natalia Anahí Zelaibe 19. Gonzalo Raúl Reinoso                                       |
|                                            | Compromiso Tucumán (ex Unión por la Libertad)         | 5.190                                      | 1,56                                       | 0/19                                       | Ver candidatos: 1. Sandra Nelly Manzone 2. Carmen Fontan 3. Carlos Nicolás Núñez 4. Germán Rodolfo Díaz 5. Liliana del Valle Argañaraz 6. Carlos Alberto Trayan 7. María Cecilia Villecco 8. Ignacio Simón Asfoura 9. Pablo Daniel Amador 10. María Gabriela Parra 11. Gastón Federico Fracalossi 12. Hugo Ariel Chávez 13. Mirta Liliana del Valle Saguir 14. Julio Raúl Campi 15. Daniel Augusto Cardinale 16. Silvia Susana Parrado 17. Mirta del Valle Luján 18. Ángel Antonio Zamora 19. Ruth María Barulich Wehbe                                                                   |
|                                            | Unidad Ciudadana (ex Proyecto Colectivo)              | 3.657                                      | 1,10                                       | 0/19                                       | Ver candidatos: 1. Víctor Hugo Cabral Cherniak 2. Raúl Benito Sánchez 3. Ethel Flaviana Weiss 4. Rosa Eugenia Giménez 5. Pablo Lautaro Hyon 6. Ana Cecilia González 7. Diego Catriel Fligman 8. Blanca Fani Simesen 9. Juan Luis Serra 10. Orlando Enrique Trimarco 11. Patricia Magdalena Manca 12. Oscar Miguel Frías 13. René Ángel Alberto Amaya 14. Ana Catalina Luque 15. Pedro Rubén Mercado 16. Ana Amelia Mottes 17. Agustina Holmquist 18. Luis Roberto Lobo 19. Juan Domingo Urueña                                                                                            |
|                                            | Partido por la Seguridad Social                       | 3.432                                      | 1,03                                       | 0/19                                       | Ver candidatos: 1. Antonio Lazaro Álvarez 2. Pablo Antonio Guerrero 3. Beatriz Fátima Olavarría 4. Ariel Favio Soria 5. Marta Graciela Abdala 6. Cristian Daniel Montes 7. Myriam Silvia Condori 8. Lucía Rosa del Valle Briones 9. Juan Carlos Ruiz Gómez 10. Susana del Valle Medina 11. José Rolando Trujillo 12. Gerardo Eric Heer 13. Juana Rosario Albarracín 14. Rubén Ricco 15. Héctor Juan Antonio Medina 16. Mónica Beatriz Lobato 17. Jorge Ricardo Blasco 18. Ariel Alberto Albarracín 19. Yolanda Lidia Coronel                                                              |
|                                            | PERON                                                 | 3.268                                      | 0,98                                       | 0/19                                       | Ver candidatos: 1. Enrique Fernando Romero 2. Ezequiel José Ávila Gallo 3. Norma Ramona del Rio 4. Ángel Serafín Juárez 5. Carlos María Canepa 6. María Eva Frías Rizzi 7. Mirta Silvia Gallardo 8. Dardo Rubén Medina 9. Segundo Enrique Delgado 10. Rossana Andrea Dilascio 11. Roberto Claudio Della Rocca 12. Héctor Ramón Díaz 13. Agostina del Valle Chaia 14. Daniel Antonio Ponce de León 15. Arnaldo Manuel Pigoni 16. Olga Elsa de Fátima Mayisterz 17. Sergio Fernando Alderete 18. Enrique Fernando Romero Maziad 19. Lorena Elizabeth Romero Maziad                          |
|                                            | Construcción Ciudadana para la Inclusión              | 3.070                                      | 0,92                                       | 0/19                                       | Ver candidatos: 1. José Luis Ruiz 2. Eduardo Dante Ricobelli 3. María Valeria Gurrieres 4. Juan Manuel Gómez 5. Edith Ruth Espíndola 6. Patricia Claudia Cocconi 7. María del Carmen Romero 8. Estela Alicia Cordero 9. Adriana del Valle Díaz 10. Verónica Paulina García 11. Noemí Leticia Lazarte 12. Graciela Beatriz Hance 13. Claudia Mariela Rodríguez 14. Aldo Sergio Testa 15. Juan José Naranjo 16. Cynthia Romina Segura 17. Claudia Luciana Ledesma 18. Leandro José Sánchez 19. José Guillermo Rivadeneira                                                                   |
|                                            | Tucumán para Todos                                    | 2.968                                      | 0,89                                       | 0/19                                       | Ver candidatos: 1. Marcos Leonardo Díaz 2. Daniel Gerardo Monroy Orellana 3. Romina Sofía Medina 4. Julio Francisco Roque Silva 5. Silvana María del Carmen Chávez 6. Luis Alberto Flores 7. Delfor Sebastián Jiménez 8. Mariana Valera 9. Roque Daniel Correa 10. Juan Eduardo Navarro 11. Silvina Isabel Moyano 12. Hugo Alberto Valdés 13. Mercedes Cecilia Aguirre 14. Ricardo Alberto Correa 15. Hugo César Romero 16. Débora Judith Molina 17. Andrés Leonardo Indauro 18. Bernardino Antonio Soria 19. Mónica Antonia Vieyra                                                       |
|                                            | Valores para Tucumán                                  | 2.638                                      | 0,79                                       | 0/19                                       | Ver candidatos: 1. Bernardo García Hamilton 2. Víctor Alejandro del Valle Nacusse 3. Julia María Susana López de Zavalia 4. María Cecilia Armiñana 5. Roque Daniel Carrero Valenzuela 6. Gregorio Jesús Duran 7. Nélida María Medici 8. María del Rosario Campero Cossio 9. Julio Rubén Ávila 10. Daniel Augusto Cardinale López 11. Nora Mónica Heras Campero 12. Dora del Valle Brito 13. Alicia María Lezana Mendilaharzu 14. Martín Julio César Vélez 15. Graciela Beatriz Martínez 16. Aníbal Sebastián Oribe 17. Alicia Costerg 18. Oscar Alfredo Sánchez 19. Luis Eugenio Honorato |
|                                            | Convergencia de Bases para la Victoria                | 2.566                                      | 0,77                                       | 0/19                                       | Ver candidatos: 1. Juan Carlos Mamani 2. José Manuel Ledesma 3. Alejandra Rosario Viscarra 4. Gregorio Isidro Valor 5. José Antonio Rivero 6. Mabel Noemí Gómez 7. José Alejandro Osvaldo 8. Silvia del Valle Cisneros 9. Roberto Antonio Villagra 10. Sandra Edith Ramírez 11. Dante Valentin Acevedo 12. Raquel del Valle Juárez 13. Osvaldo Carlos Andrés Carabajal 14. Ángela Daniela Cardozo 15. Lilia Beatriz Rosales 16. Roque Andrés Molina 17. Héctor Raúl Paz 18. María José Sepúlveda 19. Jorge Albino Moreno                                                                  |
|                                            | Compromiso Ciudadano Independiente                    | 2.228                                      | 0,67                                       | 0/19                                       | Ver candidatos: 1. María Teresa Arias 2. Oscar Gustavo Mauricio Vidal 3. Marcos Rodrigo Vallejo Zavaleta 4. Silvia Inés Moreno 5. César Benjamín Herrera 6. Omar Alberto Bejas 7. María del Milagro di Turi 8. Cristhian Emmanuel Peruch 9. Sergio Martín Ferreyra 10. Viviana Andrea Albarracín 11. Diego Heredia García 12. Agustín José Vallejo Zavaleta 13. María Fernanda de los Milagros Poncini 14. Patricio Mario Herrera 15. Alexis Emmanuel Toledo 16. Carla Judith Alderete 17. Christian Matías Mettola 18. Oscar Daniel Abadía 19. Ivana Yanina Castillo                     |
|                                            | Propuesta Ciudadana                                   | 2.097                                      | 0,63                                       | 0/19                                       | Ver candidatos: 1. Gabriel Pascual Vicari Martínez 2. Francisco Alberto Sánchez Vicari 3. Liliana Edilia Gloria Cisneros 4. Franco Maximiliano Palomino 5. María Lucía Posse Silva 6. Federico Chehade 7. Alfredo Eduardo Gutiérrez 8. José Conrrado Soria 9. Esteban Ernesto Salinas 10. Laura Trinidad Ríos 11. Pablo Miguel Barrera 12. Susana Isabel Charif 13. Roberto Antonio Vicari 14. Hilda Ester Capisano 15. Gabriel Antonio di Leo 16. Mirta del Valle Yune 17. Daniel Cayetano Vicari Martínez 18. Julia María de Ezcurra 19. Juan Carlos Leopoldo Cerutti                   |
|                                            | Evolución para la Democracia Social                   | 1.995                                      | 0,60                                       | 0/19                                       | Ver candidatos: 1. María Teresita del Valle Villavicencio 2. Bárbara Steimberg 3. Pablo Hernán Cifre 4. Griselda Carmen Barale 5. Ariel Antonio Marti 6. Héctor Alfredo Ledesma 7. Ana Carolina Apud 8. Juan Manuel Mena Aybar 9. Silvana Elizabeth Medina 10. Rossana del Carmen Gauna 11. Oscar Fernando Caceres 12. Diego Roberto Zelarayan 13. Carolina Raquel Álvarez 14. Carlos Ernesto Mansilla 15. Adriana Fátima Marín 16. Constanza Melina Albarracín Galván 17. Mauricio Gabriel Castro 18. Miguel Antonio Osores 19. María de los Ángeles Pujol Delgado                       |
|                                            | Democracia Social                                     | 1.960                                      | 0,59                                       | 0/19                                       | Ver candidatos: 1. José Ernesto Nader 2. Ricardo Francisco Salas 3. Paulina María Carrizo 4. Hugo Fernando Dip 5. Carlos Gabriel Garnier 6. Ana Lia Urueña 7. Carlos Miguel Campero 8. Ricardo Federico Llanes Mena 9. María Clara Pariente Vallejo 10. Manuel Ramón López 11. Maximiliano Cristian Gustavo Delfini 12. Mariela Viviana Salas 13. César Augusto Cerusico 14. Analía Mercedes Campos 15. Marcos Daniel Rivero 16. María de Lourdes Fernández Lunardello 17. Ernesto Román Antúnez 18. Cristian Carlos Balaguer 19. Julieta Angelina Ríos                                   |
|                                            | Tucumán Innovador                                     | 1.934                                      | 0,58                                       | 0/19                                       | Ver candidatos: 1. Jorge Luis Rodríguez Robledo 2. Luciana Noelia Fernández Morales 3. María Celeste Moussalli Torres 4. Oscar Osvaldo Molina 5. Diego Germán Trigo Castro 6. Yolanda Cristina Arce 7. Sebastián José Rodríguez 8. Martín Orlando Gregoratti 9. Lucía Guerrini Givogri 10. Martín Eduardo Castillo Bulacio 11. José María Saavedra 12. Carla Daniela Luna 13. José Roberto Santillán 14. Rodrigo Ernesto Sabra 15. María Inés Teresita Romero 16. Julio César Mijalchik 17. Manuel Alejandro Torres Monteros 18. Teresa Concepción Aredes 19. Juan Emmanuel Quiroz        |
|                                            | Proyecto K                                            | 1.890                                      | 0,57                                       | 0/19                                       | Ver candidatos: 1. Francisco Osvaldo Mejías 2. Blanca Nélida Gómez 3. Francisco Oscar Mejías 4. Víctor Hugo Palomba 5. Stella Maris Córdoba 6. Mariano Gervasio Olivera 7. Juan José Caro 8. Susana de las Mercedes Romero 9. Julio César Quintana 10. Mario Adolfo Álvarez 11. Sulma Estela Nieva 12. Manuel Félix Robles 13. Arturo Mario Lazarte 14. María Lorena Olivera 15. Daniel Reynaldo Celis 16. Miguel Ángel Auteri 17. Ana María Cosentino 18. Andrés Avelino Mansilla 19. Luis Eduardo Cativa                                                                                |
|                                            | Camino a la Lealtad                                   | 1.642                                      | 0,49                                       | 0/19                                       | Ver candidatos: 1. Marcos Aníbal Rouges 2. Carlos Emilio Morienago 3. Claudia Mónica Vega 4. Marcelo Alejandro Vogler 5. Raúl Antonio Cervantes 6. Macarena de Fátima Toledo 7. Juan Carlos García 8. Cristian Marcelo Soria 9. Nancy Lilian Medina 10. Guillermo Domingo Gómez 11. Orlando Antonio Celis 12. Solange Josefina Avellaneda 13. Julio César Córdoba 14. Julio Roberto Veliz 15. Paulina María Ricci 16. Diego José Liuzi Tabuenca 17. Gustavo Enrique Abad 18. Ana Cecilia Ricci Cabrera 19. Raúl Esteban Aguilar Moyano                                                    |
|                                            | Tercer Milenio                                        | 1.291                                      | 0,39                                       | 0/19                                       | Ver candidatos: 1. Daisy Jacqueline Aguilar 2. Gerardo Alberto López 3. Juan Carlos Jiménez 4. Myriam del Valle Prado 5. Diego Armando Pereyra 6. Karen Priscila Aguilar 7. Pamela Anahí Cereijo 8. Juan Manuel del Moral 9. Jorge David Gómez 10. Jesica del Valle Rivadeneira 11. Raúl Francisco Montenegro 12. Rosa del Valle Ríos 13. Fátima del Valle Condori 14. Lidia Antonia Prado 15. Joel Esteban Montenegro 16. Fernanda Monserrat Lescano 17. Ana Denise Cajal Yoldi 18. Miguel Ricardo García 19. Isaías Gastón Aguilar                                                      |
|                                            | Partido Solidario                                     | 1.242                                      | 0,37                                       | 0/19                                       | Ver candidatos: 1. Alfredo Grassia 2. Natalia López Marnero 3. José Luis Castillo 4. Teresita del Valle Marnero 5. Miguel Francisco Paz 6. Sebastián Alberto Paz 7. María Cecilia Vallejos 8. Manuel Francisco Sabalza 9. Mario Maximiliano Martos Sutter 10. Ana Belén Rojas 11. Edgardo José Ramón Gómez 12. Oscar Alberto Beltrán 13. Ana Cecilia Grassia 14. Martín Raúl Lizarraga 15. Fabián Ali Gabriel Santillán Díaz 16. Fabiana Montivero 17. Patricio Jorge Smitsaart 18. Matías Alexis Elhall 19. Ivana Antonela Gómez                                                         |
|                                            | Movimiento Socialista de los Trabajadores             | 1.221                                      | 0,37                                       | 0/19                                       | Ver candidatos: 1. Clarisa Alberstein 2. Marta Josefa Navarro Luna 3. Mariano Antonio Raed 4. Stella Maris Gavriloff 5. Luis Ramón Peñálvez 6. María Deolinda Chávez 7. Martín Ezequiel Moyano 8. Juana Elena Acosta 9. Sandro Patricio Saavedra 10. Gabriela del Valle Carabajal 11. Ramón Ermin Bustos 12. Liliana Noemí Centeno 13. William Ramón Gómez 14. Natalia Susana Brito 15. María de los Ángeles Carabajal 16. Rosario del Valle Alániz 17. Ramona Graciela Gómez 18. María Belén Carabajal 19. Luis Ángel Pérez                                                              |
|                                            | Partido de la Justicia y la Victoria                  | 1.131                                      | 0,34                                       | 0/19                                       | Ver candidatos: 1. Carlos de Jesús Arias 2. Mercedes del Milagro Acosta 3. Juan Carlos Robles 4. Norma del Carmen Salica 5. Pablo Sebastián Baiud Jozami 6. María Luz Acosta Valencia 7. Oscar Antonio Jiménez 8. María Luisa Fernández 9. Gustavo Ramón Medina 10. Liliana del Rosario Salica 11. Héctor Alberto Zelarayán 12. Mercedes Ramona Jiménez 13. Roberto Ramón Arce 14. Estela Marina Medina 15. René Ramón Tolosa 16. María Constanza Abella 17. José María Luna 18. Andrea Rafaela Rodríguez 19. Miguel Ángel Martínez                                                       |
|                                            | Partido Proyecto Popular                              | 1.076                                      | 0,32                                       | 0/19                                       | Ver candidatos: 1. Graciela Mabel Álvarez 2. Luciana María E. Gramajo Romano 3. Blanca Aurelia di Marco 4. Raúl Alejandro Burgos 5. Flabia Susana González 6. Nicolás Gabriel Peralta 7. María Belén Arandilla 8. Patricia Pastora Gómez Romano 9. Antonio Alberto Ferrari 10. Santiago Alfredo Paratic 11. Fátima Magdalena Oviedo 12. José Norberto Suárez 13. Jessica Judith Suárez 14. Luis Eduardo Suárez 15. Patricia del Valle Leiva 16. Johana Belén Roldán 17. Maciel Albarracín 18. Lourdes Pamela Caro 19. Cintia Elizabeth Lazarte                                            |
|                                            | Partido Propuesta Popular                             | 984                                        | 0,30                                       | 0/19                                       | Ver candidatos: 1. Emilio Ale Ali 2. Agostina Teresa Buccheri 3. Luis Edgardo Ceballos Cansino 4. Hilda del Carmen Ance 5. César Nicolás Díaz Nacussi 6. Melina Soledad Borda 7. Carlos Roberto Medina 8. Luis Emilio Veliz 9. Graciela Liliana Benítez 10. Héctor Mathias Acevedo 11. Pablo Alejandro Carol 12. Rosa Quintana 13. Moisés Antonio Abraham 14. Rubén Alfredo López 15. María Isabel del Rosario Cano 16. Martín Emiliano Carrapizo 17. Patricia Inés Salazar Erdmann 18. Héctor Hugo López 19. Yasmine Patricia Brito                                                      |
|                                            | Frente Renovador Auténtico                            | 955                                        | 0,29                                       | 0/19                                       | Ver candidatos: 1. Mariela Alejandra Martín Domenichelli 2. Lorenza del Carmen Toscano 3. Manuel García Fernández 4. Luis César Carrazano 5. María Alejandra Drube 6. Julio César Arias 7. Juan José Pasteris 8. María Cristina Fernández 9. Prospero Dardo Martín Guerrero 10. Lidia del Valle Amado 11. Juan Enrique Rodríguez 12. Dudley Grellet Martinoia 13. Ángela Noemí Gramajo 14. Marcos Exequiel Rueda Carabajal 15. Ángela del Carmen Carrizo 16. Hugo Raúl Aybar 17. Daniel Alberto Núñez 18. Prisila Marilin Sosa 19. Claudio Orlando Trujillo                               |
|                                            | Movimiento de Integración Federal                     | 897                                        | 0,27                                       | 0/19                                       | Ver candidatos: 1. Daniel Alejandro Mahmaud 2. Silvina Álvarez 3. Felipe Daniel Jorrat 4. Hugo Felipe Bazán 5. Elizabeth Matilde Orellana 6. Orlando Fabián Apiz 7. Fabio Leonardo Díaz 8. Patricia Mónica Andrada 9. Luis Humberto González 10. Juan José Gómez 11. Mariana del Valle Romero 12. Rubén Ángel Apiz 13. Margarita del Carmen Bazán 14. Samia Giselle Ghanem 15. Sandra Beatriz Sarme 16. Víctor Hugo Apiz 17. Hugo Emilio Sánchez 18. María de los Ángeles Sarme 19. Cristian Marcelo Molina                                                                               |
|                                            | Movimiento Izquierda Juventud Dignidad                | 444                                        | 0,13                                       | 0/19                                       | Ver candidatos: 1. Gabriela Elizabeth Sánchez 2. Rubén Enrique Paz 3. Ramona Rosa Díaz 4. Antonio Marcelo Moyano 5. Fernanda Carolina Quiroga 6. Juan Ángel Toscano 7. Claudia Judith Valdez 8. Juan Pablo Frías 9. Mercedes del Valle Castillo 10. José Luis Rojas 11. Vanesa Yanina Nolásquez 12. Néstor Francisco Maza 13. Mariana Mabel Solís 14. José Ariel Moreno 15. Jenifer Janet Ruiz 16. Martín Darío Galindo 17. Carolina de los Ángeles Saquilan 18. Julio Guillermo López 19. Blanca Rosa Medina                                                                             |
| Votos afirmativos                          | Votos afirmativos                                     | 332.146                                    | 92,03                                      |                                            | |
| Votos en blanco                            | Votos en blanco                                       | 20.181                                     | 2,59                                       |                                            | |
| Votos nulos                                | Votos nulos                                           | 8.584                                      | 2,38                                       |                                            | |
| Participación                              | Participación                                         | 360.911                                    | 81,23                                      |                                            | |
| Electores registrados                      | Electores registrados                                 | 444.319                                    | 100                                        |                                            | |
| Sección Electoral II – Este 12 Diputados   |                                                       |                                            |                                            |                                            | |
| Partido/Alianza                            | Partido/Alianza                                       | Votos                                      | %                                          | Bancas                                     | Candidatos |
|                                            | Frente Justicialista por Tucumán                      | 81.896                                     | 38,51                                      | 6/12                                       | Ver candidatos: 1. Gonzalo Darío Monteros 2. Zacarías Khoder 3. Graciela del Valle Gutiérrez 4. Daniel Alberto Herrera 5. Enrique Fabián Bethencourt 6. Paula Luján Galván 7. José Raúl Gutiérrez 8. Irma Inés Gramajo 9. Elvio Eloy Salazar 10. Sergio Miguel Apestey 11. Mariana Inés Daher 12. Jorge Antonio Córdoba |
|                                            | Acción Regional                                       | 22.510                                     | 10,59                                      | 1/12                                       | Ver candidatos: 1. Jorge Abraham Leal 2. Antonio Alberto Pino 3. Sandra Mónica Serna 4. Héctor Ramón Ybáñez 5. Julio Antonio Barreto 6. María Eugenia Luna 7. José Horacio López 8. Walter José Díaz 9. Adriana Marcela Coria 10. Mauro Alberto Bruna 11. Salvador Eduardo Escobar 12. María Florencia Elías |
|                                            | Comunidad en Organización                             | 21.295                                     | 10,01                                      | 1/12                                       | Ver candidatos: 1. Pablo Agustín Alfaro 2. Rolando René Alfaro 3. Edit Susana Bazán 4. Claudio Alejandro Gómez 5. Gabriela Elizabet Valdez 6. Jorge Antonio Jiménez 7. Roberto Carlos Furri 8. Lorena Soledad Farías 9. Fabián Nicolás Medina 10. Rocío Anabel Sánchez 11. Roberto Antonio Rivadeneira 12. Luis Alberto Villafañe |
|                                            | Movimiento de Integración Federal                     | 17.328                                     | 8,15                                       | 1/12                                       | Ver candidatos: 1. Eduardo Alberto Cobos 2. Enrique Raúl Aragón 3. Maia Vanesa Martínez 4. Ángel Álvaro Brito 5. Christian Adrián Silva 6. Rita del Rosario Correa 7. Juan Rubén Barrionuevo 8. Gabriela Melina Rojas 9. Luis Oscar Albornoz 10. Daniel Alberto Godoy 11. Patricia Elizabeth Ale Sleiman 12. Ángel Andrés Barbosa |
|                                            | Hacemos Tucumán                                       | 15.922                                     | 7,49                                       | 1/12                                       | Ver candidatos: 1. Julio Fabio Silman 2. Gregorio Félix García Biagosch 3. María Transito Urueña Russo 4. Juan Siviardo Gutiérrez 5. Silvia Mabel Soto 6. Walter David Chávez 7. Sergio Servando Carrizo 8. Viviana Inés Romera 9. Ramón Antonio Alarcón 10. Gladys Liliana Fernández 11. Manuel Antonio Godoy 12. Claudia Gabriela Colque |
|                                            | Fuerza Republicana                                    | 13.823                                     | 6,50                                       | 1/12                                       | Ver candidatos: 1. Mario Gerardo Huesen 2. María de los Ángeles Guevara 3. Patricia Elena Concepción 4. Armando Esteban Oliva 5. Gustavo Gabriel Pérez 6. Blanca Nélida Rodríguez 7. José Felipe Bertarelli 8. Carlos Alberto Uehsen 9. Ramona del Luján Núñez 10. Juan César Godoy 11. Sergio José Ángel Argañaraz 12. Sonia Jacqueline Zelaya |
|                                            | Partido de la Justicia y la Victoria                  | 12.940                                     | 6,09                                       | 1/12                                       | Ver candidatos: 1. Carlos Francisco Gómez 2. Carlos Héctor Álvarez 3. Silvia Teresa del Valle Cabello 4. Luis Ángel Díaz 5. María Eva Pino 6. Enrique Alejandro Sandoval 7. César Augusto Racedo Hohl 8. Mercedes Alejandra Aguilar 9. Eduardo Martín Sotelo 10. Julia Antonia Arancibia 11. Néstor Martín Fabián Rubio 12. Raúl Ariel Monteros |
|                                            | Vamos Tucumán                                         | 11.813                                     | 5,56                                       | 0/12                                       | Ver candidatos: 1. Héctor Omar Argañaraz 2. José Nicolás Seleme 3. Sonia Edith Palavecino 4. Orlando Daniel Tosi 5. Pedro Francisco Vargas 6. Karina Leonor Heredia 7. Eduardo Daniel Díaz 8. Mateo Evaristo Bauza 9. María Laura Correa Zanetta 10. Matías Federico Vaca 11. Reina Ysabel Calvente 12. Mario Luis Corbalán |
|                                            | Compromiso Ciudadano Independiente                    | 5.121                                      | 2,41                                       | 0/12                                       | Ver candidatos: 1. Luis Enrique González 2. Cristina Leonor Herrera 3. Marta Viviana Guerra 4. Héctor Juan Albornoz 5. Francisca Remigia Tropiano 6. Marcelo Oscar Lizardo 7. Ivana Agustina Godoy 8. Mariana Elizabeth Vera 9. Luis Alberto Salinas 10. Mirta Noemí Aragón 11. Mayra de los Ángeles Jiménez 12. Héctor Fabián Rodríguez |
|                                            | Unión y Progreso Social                               | 4.915                                      | 2,31                                       | 0/12                                       | Ver candidatos: 1. Mario Koltan 2. Luis Pablo Vega 3. María del Carmen Aguilar 4. Roberto Oscar Albornoz 5. René Edgardo Brito 6. Beatriz Elizabeth Gómez 7. Sergio Dardo Blanco 8. Gerardo Darío Chahle 9. Sara Lia del Valle Moreno 10. Carlos Ariel Reyes 11. Franco Matías Pereyra 12. Elizabeth Ruth González |
|                                            | Evolución para la Democracia Social                   | 2.465                                      | 1,16                                       | 0/12                                       | Ver candidatos: 1. Ricardo Francisco Zurita 2. Nancy García 3. Félix Arturo Mothe 4. Luis Ernesto Soria 5. Ruth Vanesa Juárez 6. José Lorenzo Argañaraz 7. Aldo Gabriel González 8. Rosa del Valle Maidana 9. Jesús Emmanuel Szmyd 10. David Alexander Morales Banegas 11. Viviana Graciela Scalzo Gualini 12. Luis Martín Cárdenas |
|                                            | Partido Acuerdo Federal                               | 1.230                                      | 0,58                                       | 0/12                                       | Ver candidatos: 1. Sergio Omar Arroyo 2. María José Isa 3. Juan Antonio Llano 4. Ramón Exequiel Arroyo 5. Lilia del Carmen Núñez 6. Andrés Américo Álvarez 7. David Orlando Contreras 8. María Emilia Yñigo 9. Luis Reinerio Alderete 10. Leonardo Valentín Brito 11. Rosa Inés Lastra 12. José Horacio Carabajal |
|                                            | Frente de Izquierda y de los Trabajadores             | 796                                        | 0,37                                       | 0/12                                       | Ver candidatos: 1. José Rubén Kobak 2. Constanza Arreguez 3. Beatriz Gabriela Gramajo 4. Daniela García 5. Olga Beatriz Jiménez 6. José Manuel Veliz 7. Carolina Vanesa Vitar 8. Miguel Ángel Rivera 9. Juana Berta Asís 10. Joaquín Eduardo Gutiérrez 11. Marcela Fabiana López 12. Mariano Gabriel Almirón |
|                                            | Ciudadanos contra la Corrupción                       | 355                                        | 0,17                                       | 0/12                                       | Ver candidatos: 1. Julio Antonio Salguero 2. Julio de la Cruz Salguero 3. Gabriela Lorena Aredes 4. Armando Raúl Pedraza 5. Dora Margarita Apestey 6. Víctor Orlando Zolorzano 7. Domingo Benjamín Córdoba 8. Mónica Sandra Espinosa 9. Néstor Fabián Peralta 10. Roberto Daniel Ponce 11. Juana Nélida Quinteros 12. Alfredo Rodolfo Urueña |
|                                            | Movimiento Socialista de los Trabajadores             | 193                                        | 0,09                                       | 0/12                                       | Ver candidatos: 1. Claudio Alejandro Burgos 2. Graciela Aida Zuleta 3. Elisa del Valle Avellaneda 4. Franco Manuel Tapia 5. Cyntia Elizabeth Brito 6. Ángel Sebastián Chicchi 7. Norma Dominga Peñalba 8. Claudio Marcelo Brito 9. Juana Rosa Romano 10. Eduardo César Gómez Díaz 11. María Antonia Lazarte 12. Miguel Ángel Miranda |
|                                            | Movimiento Izquierda Juventud Dignidad                | 33                                         | 0,02                                       | 0/12                                       | Ver candidatos: 1. Nancy Noemí Juárez 2. Claudio Marcelo Moreno 3. Giselle Mariana Lobo 4. Héctor Orlando González 5. Jessica Paola Flores 6. Diego Armando Jiménez 7. Cyntia Yanina Benites 8. Carlos Ramón Paiva 9. Marta Emilia Medrano 10. Ramón Alberto Amaya 11. María Cristina Juárez 12. Martín Arnaldo Rodríguez |
| Votos afirmativos                          | Votos afirmativos                                     | 212.635                                    | 83,35                                      |                                            | |
| Votos en blanco                            | Votos en blanco                                       | 38.436                                     | 15,07                                      |                                            | |
| Votos nulos                                | Votos nulos                                           | 4.027                                      | 1,58                                       |                                            | |
| Participación                              | Participación                                         | 255.098                                    | 87,15                                      |                                            | |
| Electores registrados                      | Electores registrados                                 | 292.714                                    | 100                                        |                                            | |
| Sección Electoral III – Oeste 18 Diputados |                                                       |                                            |                                            |                                            | |
| Partido/Alianza                            | Partido/Alianza                                       | Votos                                      | %                                          | Bancas                                     | Candidatos |
|                                            | Frente Justicialista por Tucumán                      | 84.526                                     | 24,42                                      | 6/18                                       | Ver candidatos: 1. Sergio Francisco Mansilla 2. Regino Néstor Amado 3. Marta Isabel Najar 4. Osvaldo Rubén Morelli 5. Manuel Jorge Yapura Astorga 6. Norma Mariela Reyes Elías 7. Leopoldo Alberto Rodríguez 8. Luis Armando Campos 9. Nilda Mabel Carrizo 10. Sisto Benjamín José Terán Nougues 11. Ramón Roque Cativa 12. Aida Rosa Alderete 13. Daniel Fernando Castro 14. Víctor Hugo Bazán 15. Sandra Marcela Humberto 16. Francisco Serra 17. Daniel Esteban Arancibia 18. Laura Vanesa Cabrera                                                                                     |
|                                            | Acción Regional                                       | 51.753                                     | 15,01                                      | 4/18                                       | Ver candidatos: 1. Juan Antonio Ruiz Olivares 2. Roque Tobías Álvarez 3. Adriana del Valle Najar 4. Raúl Exequiel Ferrazzano 5. Miriam Graciela del Valle Gallardo 6. Jorge Luis Domínguez 7. Gustavo Adrián Fernández 8. Beatriz del Valle Bordinaro 9. Moisés Sleiman 10. Juan Pablo Graneros 11. Beatriz Cristina Centeno 12. José Flavio Marrades 13. Víctor Hugo Navelino 14. Isabel Avelina Ruiz 15. Julio Humberto Bravo 16. Víctor Rodolfo Sosa 17. Ana María Monteagudo 18. Roberto Jesús Alfredo Carro                                                                          |
|                                            | Tucumán Innovador                                     | 30.050                                     | 8,72                                       | 2/18                                       | Ver candidatos: 1. Juan Enrique Orellana 2. Sandra Mariela Mendoza 3. Jorge José Delgadino 4. Andrés Marcelo Gallia 5. Alexandra Judith Luján Juárez 6. Manuel José Sosa 7. José Pio Toranzo 8. Sonia Beatriz Aragón 9. María Fernanda Tolaba 10. Graciela Mónica Bader 11. Christian Leandro Acuña Pérez 12. Marcelo Ariel Robledo 13. Susana Beatriz Doncel 14. Fabián Alfredo Romano 15. Héctor Osvaldo Iza 16. Irma del Rosario Figueroa 17. Marcos Contreras 18. Abel Alcides Amar                                                                                                   |
|                                            | Fuerza Republicana                                    | 27.732                                     | 8,04                                       | 2/18                                       | Ver candidatos: 1. Juan Roberto Rojas 2. Mario César Casali 3. Vanessa Yanina Lobo 4. Javier Alejandro Marchetti 5. Patricio Hernán Toledo López 6. María Josefina Rojas 7. Edmundo Narciso Melo 8. Marcelo Gustavo Soria 9. Myriam Mabel Aguilar 10. Guillermo Ramón Montenegro 11. Karina Elizabeth Argañaraz 12. Domingo Orquera 13. Luis Eduardo Paz 14. María Fernanda Nacul 15. Flavio Mauricio Masa 16. Cecilia Fernanda Ronveaux 17. Stella Maris Moran 18. Alejandro Miguel Antonio de Dios                                                                                      |
|                                            | Vamos Tucumán                                         | 24.162                                     | 7,01                                       | 1/18                                       | Ver candidatos: 1. José Ricardo Ascárate 2. Julio César Herrera 3. María Inés Tarulli 4. Pablo Emilio Macchiarola Sarrulle 5. Patricio Miguel Poliche Gálvez 6. María Estela del Valle López 7. Benjamín Oscar Olea 8. José Alberto Masmud 9. Lucía Isabel Torres 10. Edmundo Ricardo Dall Colle 11. Carmen Teresa Ruiu 12. Luis María Díaz Augier 13. Lidia Mabel Figueroa 14. Enrique Fermín González 15. Emilia Viviana Albornoz 16. Héctor Rodolfo Romano 17. Claudia Susana Jiménez 18. Daniel Alberto Spagnolo                                                                      |
|                                            | Hacemos Tucumán                                       | 20.984                                     | 6,09                                       | 1/18                                       | Ver candidatos: 1. Sara Alperovich 2. Daniel Guillermo Toledo 3. Gastón Alberto Francisco Robles 4. Alicia Viviana León 5. Marcos Alejandro Álvarez 6. Roberto Francisco Jiménez 7. María Silvia Alderete 8. Víctor Hugo Decataldo 9. Pedro Benjamín Migliori Lobo 10. Lucía Carolina Elías 11. Ariel Fernando Sosa 12. María Alejandra Augier 13. Federico Agustín Casinelli 14. Nicolás Frascarolo 15. Carla Andrea Amaya 16. Gastón Exequiel García Biagosch 17. Santiago Molina 18. Andrea Natalia Auad Hernández                                                                     |
|                                            | Partido de los Trabajadores                           | 18.463                                     | 5,35                                       | 1/18                                       | Ver candidatos: 1. Roberto Arnaldo Palina 2. Abel Javier Pucharras 3. Sara Manuela Reales 4. Luis Alberto Olea 5. Néstor Rafael di Lullo 6. Rosa del Valle Álvarez 7. Luis Víctor Sorrosa 8. Gonzalo Javier Ortega 9. Gloria del Carmen Córdoba 10. Walter Hugo Kermes 11. Pedro Ysmail 12. Alejandra Adriana Pedraza 13. Antonio Alberto Hael 14. Rubén Eduardo Altamirano 15. Elsa Daniela Aparicio 16. Arnaldo Martín Centeno 17. Juan Carlos Carrizo 18. Ramona Carmen Córdoba |
|                                            | Partido por la Justicia Social                        | 16.736                                     | 4,85                                       | 1/18                                       | Ver candidatos: 1. Raúl Eduardo Albarracín 2. Marcos Rafael Kristal 3. María Laura Escobar 4. Juan José Vargas Fernández 5. Oscar Alberto Velasco Imbaud 6. María Rosa Larcher 7. Oscar Alfredo Estefano 8. Fernando Claudio Avellaneda 9. María Cristina Mirande 10. José Luis Cebe 11. Oscar Esteban Santillán 12. María Fernanda Cabrera 13. Cristian Alejandro Aballay 14. Mercedes María Alarcón 15. Carlos Alberto Castillo 16. Julio Guillermo Vildoza 17. Cecilia Carolina Trapani 18. Orlando Antonio Farías Pérez                                                               |
|                                            | Partido Proyecto Popular                              | 12.880                                     | 3,74                                       | 0/18                                       | Ver candidatos: 1. Stella Maris Córdoba 2. Luis Humberto Bejar 3. Carlos Eliezer Fúnez 4. Mercedes Alejandra Ruiz Bermúdez 5. Eduardo Augusto Carrizo 6. Nicolás Francisco Escasena 7. Nora Ester Saracho 8. Alberto Rubén López 9. Juan Manuel Contreras 10. Andrea Mariana Lobo 11. Orlando Rubén Bepre 12. Carlos Alberto Arias 13. Gloria Analía Montiel 14. Ángel Adrián Labiano 15. Humberto Santos de Zan 16. Nelly Rivadeneira 17. Jorge Luis Selis 18. Edgardo Antonio Santomil                                                                                                  |
|                                            | Propuesta Republicana                                 | 11.922                                     | 3,46                                       | 0/18                                       | Ver candidatos: 1. Tobías Gordillo 2. Javier Jantus 3. Ana Claudia Wittich 4. Julio Agustín Isa 5. Cinthia Daniela García 6. Alejandro Antonio Ignacio Trapani 7. José Ignacio Sbrocco 8. María Candelaria Guiraldes 9. Celso Gabriel Oreste 10. Juan Jesús Zamora 11. Lucía Terán 12. Luciano Matías Vivas 13. Macarena Fermoselle Padilla 14. Aida Florencia Caro 15. Miguel Ángel Leiva 16. Carla María Pia Bartolucci 17. Ernesto José Padilla 18. Daiana Zacchino |
|                                            | Corriente Popular                                     | 10.533                                     | 3,05                                       | 0/18                                       | Ver candidatos: 1. Regino Ricardo Racedo 2. Sergio Adrián Muray 3. Zulma Lorena Romano 4. Fátima del Valle Paredes 5. Pablo Gabriel Chibilisco 6. Daniel Gustavo Mora 7. Susana Lia Ahmed 8. José Luis Meija 9. Héctor Marcelo Mamani 10. Nancy Beatriz Tosoroni 11. Lucas Gastón Esposto Degrossi 12. Juan Luis González 13. Galime Alejandra Ocampo 14. Sergio Diego Ariel Sosa 15. Ricardo Ramón Rojas 16. Valeria María Ibarra 17. Ramón Antonio Acosta 18. Ernesto Arnaldo Robledo                                                                                                   |
|                                            | Compromiso Tucumán (ex Unión por la Libertad)         | 7.326                                      | 2,12                                       | 0/18                                       | Ver candidatos: 1. Héctor Antonio Monayer 2. Pablo Gonzalo Mansilla 3. María de los Ángeles Nieva 4. Javier Tale 5. Claudio Félix Carlos Ibrahim 6. Ramona Romelia Galván 7. Diego Gustavo García 8. Miguel Ángel Sharruf 9. Ana del Carmen Rodríguez 10. Miguel Fabián Páez 11. René Jesús Cruz 12. Jessica María Paulina Villagrán 13. Perla Elizabeth Leiva 14. Daniel Dionicio Jesús Álvarez 15. María Cristina Catacata 16. Francisco Alonso 17. Humberto Bautista Orieta 18. Ramona del Carmen Sánchez                                                                              |
|                                            | Movimiento de Unidad Popular                          | 6.430                                      | 1,86                                       | 0/18                                       | Ver candidatos: 1. Luis Ariel Romano 2. Rubén Vicente Medina 3. Nilda del Valle Roldán 4. Nabila Solange Medina 5. Pedro Martín Veliz 6. Claudia Mabel Delgado 7. María Teresa Gómez 8. Silvana Antonia Mendoza 9. Héctor Fernando Medina 10. Luisa del Valle Ponce 11. Daniel Eduardo Mendoza 12. Luis Esteban López 13. Graciela del Valle Ibáñez 14. Oscar Omar Ponce 15. Mirta Estela Plaza 16. Martín Fernando Luna 17. Héctor Javier Correa 18. Gabriela Rita Luque |
|                                            | Evolución para la Democracia Social                   | 5.464                                      | 1,58                                       | 0/18                                       | Ver candidatos: 1. Francisco Maximiliano García 2. Guido Humberto Santillán 3. Ana Cecilia González 4. Daniel Lisandro García 5. Pedro Rafael Albornoz 6. María Cristina Cisterna 7. Tomás García Hamilton 8. Pablo Héctor Moran 9. María Carolina Homet 10. Ricardo Agustín Apestey 11. Simón Andrés Hernández 12. Marta Elena Roldán 13. Jaime Miguel Serra 14. Martín Emmanuel Araya 15. Rosa Verónica Ocampo 16. Tomás Fabricio Suárez 17. Oscar Ramiro Heredia 18. María Luján Itatí Bustamante                                                                                      |
|                                            | Movimiento de Afirmación Popular                      | 4.688                                      | 1,36                                       | 0/18                                       | Ver candidatos: 1. Oscar Orlando Godoy 2. Pedro Hugo Balceda 3. Delina del Carmen Ybarra 4. Néstor Rubén Medina 5. Marcelo Daniel Arnedo 6. Senihe Mónica Sofía Maiani 7. Ernesto Juan Pablo Banda 8. Jorge Héctor Burgos 9. Flavia Yanina Vilca 10. Oscar Alberto Figueroa 11. Vicente Américo Medina 12. Silvia Rosa Soraire Lescano 13. Hernán Alejandro Ibarra 14. Rubén Alfredo Barrionuevo 15. Gladys Rosa Delgado 16. Bruno Leonel García 17. Ariel Enrique Ávila 18. Carolina Pedraza                                                                                             |
|                                            | Movimiento de Integración Federal                     | 4.364                                      | 1,27                                       | 0/18                                       | Ver candidatos: 1. Joseph Tanios Saleme 2. Manuel Humberto Lazarte 3. Natalia Lorena Meloni 4. Gerardo Antonio Martínez 5. Hugo Roberto Charcas 6. Mirian Suárez 7. Mario José Salas 8. José Fernando Martín 9. María Silvina Rivas Jordán 10. Ramón Gustavo Dignoti 11. Alberto Elías Musa 12. Claudia del Valle Aragón 13. Carlos Francisco Rocha 14. Esteban Dardo González 15. Mirtha Esther Barrionuevo 16. Juana Rosa Carrasco 17. José Luis Jacobe 18. Pedro Moisés Monteros |
|                                            | Frente de Izquierda y de los Trabajadores             | 2.172                                      | 0,63                                       | 0/18                                       | Ver candidatos: 1. José Martín Correa Tejerizo 2. Silvina Noemí Pereda 3. Raúl Antonio Barrionuevo 4. Silvia Inés Turbay 5. Ana Janet Romero 6. Samuel Nicolás Cortez 7. Carlos Ernesto Kobak 8. Melina García 9. Sebastián Héctor Godoy Palacios 10. María Emilia Pérez Oliva 11. Susana del Carmen Villalba 12. Federico Macias 13. Fátima Imelda Aguilar 14. Fernando Guillen 15. Stefania Griselda Carabajal 16. Emiliano Andrés Trodler 17. Luis Eduardo Apaza 18. María Eugenia Murua                                                                                               |
|                                            | Comunidad en Organización                             | 1.908                                      | 0,55                                       | 0/18                                       | Ver candidatos: Jorge Antonio Rodríguez Manuel Adolfo Arias María Carolina Rosales Silvana Azucena Gutiérrez Héctor Miguel Chazarreta Javier Armando Rodríguez Ramona Rosa Aguilar Carlos Alberto Juárez Dayana Daniela Carrizo Gabriel Osvaldo Ibáñez Silvana del Valle Ruiz Matías David Atencio Patricia Gabriela Aguilar Juan Carlos Frías Bianciotti Edgardo Rubén Barrionuevo Natalia Isabel Coronel Rubén Antonio Lobo Gonzalo Iván Olivera |
|                                            | Camino a la Lealtad                                   | 1.639                                      | 0,48                                       | 0/18                                       | Ver candidatos: 1. Ariel Alejandro Abregú 2. Graciela Mercedes Molina 3. Roberto Miguel Alarcón 4. Javier Fabián Figueroa 5. Margarita del Valle Brito 6. Héctor Aníbal González 7. Daniel Alberto Díaz 8. Josefina Susana Atay 9. José Francisco Díaz 10. Ricardo Antonio Nicolás Díaz 11. Isis Liseth Navarro Abregú 12. Florinda del Carmen Parache 13. Manuel Rafael Busto 14. Noelia Beatriz Rojas 15. Melisa Paola Rojas 16. Juan Carlos Hernández 17. Francisco Antonio Moreno 18. Mirta Ester Valdez                                                                              |
|                                            | Movimiento Socialista de los Trabajadores             | 677                                        | 0,20                                       | 0/18                                       | Ver candidatos: 1. Mónica Roxana Barrera 2. Fernando Daniel Paz 3. Kathrin Ornella Bolzón 4. Rita Rocío López 5. Carlos Nicasio Salazar 6. María Celeste Fortuna 7. Ariel Fernando Contreras 8. Laura del Carmen Storni 9. Francisca Magdalena Juárez 10. Héctor Francisco Robles 11. Yolanda del Valle Mamani 12. Lorena Romina Orellana 13. Juan Carlos Barbita 14. Luisa Magdalena Juárez 15. Elías Raquel Ibarra 16. Claudio Rafael Peñaloza 17. María Cristina Juárez 18. Nancy Natividad Barboza                                                                                    |
|                                            | Movimiento Izquierda Juventud Dignidad                | 377                                        | 0,11                                       | 0/18                                       | Ver candidatos: 1. Marcela Alejandra Sosa 2. Rubén Darío Reinoso 3. Erika Vanesa Campos 4. Jorge David Brito 5. Maira Rosalía Jaime 6. Raymundo Alberto Graneros 7. Dayana Jorgelina Centeno 8. Ángel Sebastián Fernández 9. Claudia Patricia Rodríguez 10. María Jimena Ovejero 11. Jesús Alberto Frías 12. Evangelina Mariela Tabera 13. Nelson David Maidana 14. Fanny del Valle Alarcón 15. Gregorio Alejandro Nieva 16. María Ester Jiménez 17. Luis Alberto Ortiz 18. Leila Micaela Margarita Figueroa                                                                              |
| Votos afirmativos                          | Votos afirmativos                                     | 344.786                                    | 82,25                                      |                                            | |
| Votos en blanco                            | Votos en blanco                                       | 66.438                                     | 15,85                                      |                                            | |
| Votos nulos                                | Votos nulos                                           | 7.961                                      | 1,90                                       |                                            | |
| Participación                              | Participación                                         | 419.185                                    | 85,90                                      |                                            | |
| Electores registrados                      | Electores registrados                                 | 488.012                                    | 100                                        |                                            | |

## Elecciones municipales
| Departamento                       | Municipio             | Intendente electo                 | Partido | Partido                        | Coalición | Coalición                           |
| ---------------------------------- | --------------------- | --------------------------------- | ------- | ------------------------------ | --------- | ----------------------------------- |
| Departamento Burruyacú             | Burruyacú             | Jorge Abraham Leal (h)            |         | Acción Regional                |           | Frente Justicialista por Tucumán    |
| Departamento Capital               | San Miguel de Tucumán | Germán Alfaro                     |         | Partido por la Justicia Social |           | Vamos Tucumán                       |
| Departamento Chicligasta           | Concepción            | Roberto Antonio Sánchez           |         | Unión Cívica Radical           |           | Vamos Tucumán                       |
| Departamento Cruz Alta             | Alderetes             | Aldo Salomón                      |         | Partido Justicialista          |           | Frente Justicialista por Tucumán    |
| Departamento Cruz Alta             | Banda del Río Salí    | Darío Monteros                    |         | Partido Justicialista          |           | Frente Justicialista por Tucumán    |
| Departamento Famaillá              | Famaillá              | José Enrique Orellana             |         | Partido Tucumán Innovador      |           | Frente Justicialista por Tucumán    |
| Departamento Graneros              | Graneros              | María Alejandra Cejas             |         | Partido Justicialista          |           | Frente Justicialista por Tucumán    |
| Departamento Juan Bautista Alberdi | Juan Bautista Alberdi | Sandra Figueroa                   |         | Partido Justicialista          |           | Frente Justicialista por Tucumán    |
| Departamento La Cocha              | La Cocha              | Leopoldo Alberto Rodríguez (h)    |         | Partido Justicialista          |           | Frente Justicialista por Tucumán    |
| Departamento Leales                | Bella Vista           | Jorge Sebastián Salazar           |         | Unión Cívica Radical           |           | Evolución para la Democracia Social |
| Departamento Lules                 | Lules                 | Carlos Gallia                     |         | Partido Justicialista          |           | Frente Justicialista por Tucumán    |
| Departamento Monteros              | Monteros              | Francisco Serra                   |         | Acción Regional                |           | Frente Justicialista por Tucumán    |
| Departamento Río Chico             | Aguilares             | Elia Marina Fernández de Mansilla |         | Partido Justicialista          |           | Frente Justicialista por Tucumán    |
| Departamento Simoca                | Simoca                | Jesús Marcelo Herrera             |         | Partido Justicialista          |           | Frente Justicialista por Tucumán    |
| Departamento Tafí del Valle        | Tafí del Valle        | Cristian Francisco Caliva         |         | Acción Regional                |           | Frente Justicialista por Tucumán    |
| Departamento Tafí Viejo            | Las Talitas           | Carlos Manuel Najar               |         | Partido Justicialista          |           | Frente Justicialista por Tucumán    |
| Departamento Tafí Viejo            | Tafí Viejo            | Javier Noguera                    |         | Partido Justicialista          |           | Frente Justicialista por Tucumán    |
| Departamento Trancas               | Trancas               | Raúl Moreno                       |         | Partido Justicialista          |           | Frente Justicialista por Tucumán    |
| Departamento Yerba Buena           | Yerba Buena           | Mariano Campero                   |         | Unión Cívica Radical           |           | Vamos Tucumán                       |